# Action Joe
 (juillet 2012).
Si vous disposez d'ouvrages ou d'articles de référence ou si vous connaissez des sites web de qualité traitant du thème abordé ici, merci de compléter l'article en donnant les références utiles à sa vérifiabilité et en les liant à la section « Notes et références ».
Action Joe est un jouet créé en 1975 en France par CéJi Arbois, sous licence Hasbro. C'est une figurine articulée de 30 cm de haut. Produit dérivé du GI Joe américain, il est destiné au marché français. En 1976 la gamme Action Joe change de nom et devient Group Action Joe, il est produit jusqu'en 1981.

## Historique

### Origines et création
Dans les années 1960, les G.I. Joe étaient importés en Europe. Dès 1966, en Grande-Bretagne, la société Palitoy rachète la licence et crée sa propre gamme sous le nom d'Action Man,,. En 1975, certains pays européens (France, Italie, Allemagne ou encore Espagne) décident à leur tour de personnaliser les jouets qu'ils importaient jusque-là.
Céji Arbois lance la gamme : Action Joe pour le marché français. Le deuxième trimestre de l'année 1975 est la première date de production du Group Action Joe sous le titre : « Des mannequins très perfectionnés », deux modèles sont disponibles : un militaire et un aventurier.

### Spécifications
Les figurines articulées Action Joe sont basés sur GI Joe, une figurine commercialisée dès 1964 aux États-Unis par la société Hasbro. Ce sont des figurines articulées, haute de 30 cm environ, qui peuvent revêtir différentes tenues. Ces jouets s'adressent aux garçons. Le succès est assuré car ces jouets articulés ont des mains agrippantes et des cheveux floqués qui leur confèrent un grand réalisme. Sur les boîtes il y a des étoiles à découper et à collectionner pour gagner une figurine ou des accessoires. La figurine est livrée avec un manchon en plastique afin d'enfiler ses vêtements sans abîmer ses mains.
Elles explorent les mêmes pistes que leurs homologues américains : l'univers militaire, en ajoutant aussi quelques aventuriers : explorateurs polaires, alpinistes, explorateurs dans la jungle ou la savane (safari)... autant de thèmes que l'on retrouvera plus tard dans la gamme française Action Joe. Les deux licences développent leurs propres collections. La France importe les Gi Joe et les Action Man pour les petits français des années 1970.

### Évolution de la gamme
En 1976, la collection s'étoffe, un cowboy, un personnage noir, un Indien et un autre aventurier viennent s'ajouter aux deux premiers membres. Dans le courant de l'année 1976 l'équipe est rejointe par le premier membre féminin à se voir attribuer un nom : Jane. C'est une fille blonde aux yeux verts, articulée comme ses compagnons. En 1977, chaque personnage se voit doté d'une identité propre et la série s'agrandit. Chaque année est un prétexte à une nouveauté ou à une innovation :
- Joe, un aventurier brun barbu aux yeux mobiles
- Œil de Lynx, un indien au corps basané aux yeux mobiles
- Jane, la première fille du groupe
- Daïna, une indienne
- Peggy, une noire
- Bill, le cow boy
- Bob, le soldat
- Tom, un blond barbu en short
- Sam, le noir

En 1978, la collection s'adjoint la présence de Jane aux yeux mobiles, une figurine exclusive à la France, et de Rahan, sous licence Pif Gadget qui représente le héros de la célèbre bande dessinée. L'année suivante, une figurine blonde aux yeux mobiles vient remplacer Sam le noir. Ce nouveau héros possède un nouveau corps (il s'agit de la version anglaise produite en Grande-Bretagne par la société Palitoy), il s'agit de Sam pilote. Le cow boy Bill disparaît. 1978 voit également la sortie sous licence du personnage Albator tiré du dessin animé éponyme diffusé sur Antenne 2 dans l'émission jeunesse Récré A2. Bien que ne faisant pas partie du groupe Action Joe, il reprend entièrement le corps des personnages classiques avec la tête spécifique du corsaire de l'espace et porte sa tenue caractéristique du baroudeur intergalactique. Un an plus tard, Bob, chasseur d'images et Mark Captain Cosmos rejoignent l'équipe. Rahan, Albator et Jane ne sont plus produits. Sam devient motard. 1981 voit l'arrêt de production de Daïna et l'arrivée de Zorro sous licence Disney, de deux personnages vendus sous le nom des Invincibles et de Ted le béret rouge aux yeux mobiles noirs. 
Les figurines Action Joe, à l'instar de Big Jim, leurs homologues créées par le concurrent Mattel, furent les premières figurines articulées pour garçons, on parle aujourd'hui d'action figure, par emprunt direct à l'anglais, le terme poupée ayant été banni du vocabulaire des employés d'Hasbro pour des raisons marketing — « les garçons ne jouent pas avec des poupées » —.